# Blain Cranston
Blain Duncan Cranston (* 13. April 1995 in Fort St. John) ist ein kanadischer Volleyballspieler.

## Karriere
Cranston begann seine Karriere am Grande Prairie Regional College. Von 2015 studierte er an der University of Calgary und spielte in der Universitätsmannschaft Dinos. Nach seinem Studium wechselte er 2019 zum deutschen Bundesligisten United Volleys Frankfurt.